# المعفنة (مبين)

تعديل مصدري - تعديل

المعفنة هي إحدى قرى عزلة مبين بمديرية مبين التابعة لمحافظة حجة، بلغ تعداد سكانها 275 نسمة حسب تعداد اليمن لعام 2004.